# Walterantus rufoclypeatus
Walterantus rufoclypeatus là một loài bọ cánh cứng trong họ Bọ hung (Scarabaeidae).